# Красногрудый чибис
Красногрудый чибис (лат. Vanellus superciliosus) — вид птиц из семейства ржанковых.

## Распространение
Ареал ограничен узким участком местности, расположенном в юго-западной части Нигерии и северо-восточной части Демократической Республики Конго. Зона, где птицы зимуют, простирается в сторону озёр Чад, Виктория и северной части Замбии. Живут в саваннах, поросших травой местах, а также землях у мопановых лесов.

## Описание
Длина тела около 23 см, масса оценивается в 150 г. Верхняя часть головы («шапочка») — чёрная. Имеются маленькие жёлтые усики. Верхняя часть тела зеленовато-коричневая.

## Биология
Птицы питаются насекомыми (сверчками, жуками, кузнечиками и прочими) и их личинками.
МСОП присвоил виду охранный статус LC.